# Betriebsform (Waldbau)
Als Betriebsformen werden in der Forstwirtschaft die unterschiedlichen Methoden und Systeme der Waldbewirtschaftung bezeichnet. Sie beschreiben die Art und Weise, wie die Bestände eines Waldes bewirtschaftet und genutzt werden. Betriebsformen unterscheiden sich vor allem durch die Art der Hiebsführung, den Aufbau der Bestände sowie die räumliche und zeitliche Organisation der Holzernte. Dabei wird auch auf die Auswirkungen auf die natürliche Verjüngung, die Biodiversität und den Boden eingegangen.
Es werden mehrere wichtige Betriebsformen unterschieden: Kahlschlag, Schirmschlag, Femelschlag, Plenterwald und Saumschlag.

## Hauptbetriebsformen der Forstwirtschaft
Die wichtigsten Betriebsformen in der Forstwirtschaft lassen sich wie folgt definieren:

### Kahlschlagwirtschaft
In der Kahlschlagwirtschaft wird der gesamte Baumbestand einer definierten Fläche auf einmal entnommen. Die Verjüngung erfolgt anschließend entweder durch Pflanzung, Saat oder natürliche Verjüngung. Der Kahlschlag wird oft kritisiert, da er Bodenerosion und Artenverlust begünstigen kann. Trotzdem ist er eine effiziente Methode zur Holzernte und wird oft in Plantagenwäldern genutzt.

### Schirmschlagwirtschaft
Bei der Schirmschlagwirtschaft bleibt ein Teil der Altbäume als "Schirm" stehen, unter dem sich junge Bäume natürlich verjüngen. Die Altbäume werden schrittweise entfernt, sobald die Jungpflanzen ausreichend etabliert sind. Diese Methode schützt den Boden vor Erosion und bietet Lebensraum für zahlreiche Arten.

### Femelschlagwirtschaft
Die Femelschlagwirtschaft nutzt kleine Gruppen oder einzelne Bäume, die auf einer großen Fläche entnommen werden. Dies schafft Lichtöffnungen, die die natürliche Verjüngung fördern. Diese Methode ist besonders in Mischwäldern mit empfindlichen Baumarten verbreitet.

### Plenterwald
Im Plenterwald werden Einzelbäume oder kleine Baumgruppen selektiv entnommen. Dadurch bleibt der Wald immer vielschichtig und bewaldet. Diese Methode fördert die Biodiversität und ist besonders stabil gegenüber Stürmen und Schädlingen.

### Saumwirtschaft
Die Saumwirtschaft nutzt Streifen oder kleinere Flächen entlang eines Bestandsrands, wodurch sich eine abgestufte Verjüngung von einer Seite zur anderen ergibt. Diese Methode fördert eine gleichmäßige Verjüngung und kann den Übergang zwischen Wald und Offenfläche naturnah gestalten.

## Unterschiede zu den Betriebsarten
Im Gegensatz zu den Betriebsarten – wie Hochwald, Niederwald oder Mittelwald – beziehen sich die Betriebsformen nicht auf die grundlegende Art des Bestands oder die Verjüngungsmethoden, sondern auf die konkrete Art der Hiebsführung und Bestandsbewirtschaftung. So können verschiedene Betriebsformen innerhalb einer Betriebsart angewendet werden.
Ein Beispiel:
Ein Hochwald kann nach der Kahlschlagwirtschaft, der Schirmschlagwirtschaft oder dem Plenterwald-Prinzip bewirtschaftet werden.
Im Niederwald hingegen kommen meist Kahlschlagmethoden zum Einsatz.